# NGC 1310
NGC 1310 è una galassia a spirale situata nella costellazione della Fornace, a una distanza di circa 82 milioni di anni luce dalla nostra Via Lattea.

## Scoperta
La galassia è stata scoperta il 22 ottobre 1835 dall'astronomo britannico John Herschel.

## Descrizione
NGC 1310 ha una classe di luminosità III.
Nella galassia sono presenti anche regioni di idrogeno ionizzato.

## Supernova
Il 31 agosto 1965, all'interno di NGC 1310 è stata scoperta la supernova SN 1965J dall'astronomo statunitense Gibson Reaves. Non è stato possibile determinare la tipologia della supernova.

## Gruppo di NGC 1316
NGC 1310 fa parte del Gruppo di NGC 1316, che a sua volta fa parte dell'Ammasso della Fornace e comprende almeno 20 galassie, tra cui IC 335, NGC 1310, NGC 1316, NGC 1317, NGC 1341, NGC 1350, NGC 1365, NGC 1380, NGC 1381, NGC 1382 e NGC 1404.